# Drywiaty
Drywiaty (biał. Дрывяты, Drywiaty) – jezioro na Białorusi w rejonie brasławskim obwodu witebskiego, na południowym skraju miasta Brasław. Należy do Brasławskiej Grupy Jezior.
Jezioro leży w dorzeczu Drujki, która bierze swój początek w jego północno-wschodniej części. Należy do grupy jezior niezbyt głębokich, ale dużych powierzchniowo. Długość linii brzegowej wynosi 37,6 km, zlewnia ma powierzchnię 459 km². 20% powierzchni zlewni pokryta jest lasami i krzewami, 10% – bagnami. W jej obrębie znajduje się także 37 jezior o całkowitej powierzchni 30 km², połączonych ze sobą rzekami i strumieniami.

## Ukształtowanie
Owalna niecka Drywiatów wydłużona jest ze wschodu na zachód prawie na 10 km, jednocześnie jej średnia szerokość wynosi 3,67 km. Wschodnia część wydzielona jest znacznym ścięciem – znajdują się tam płytkie łuki – „Rozeta” i „Dukielska”.
Niecka jest asymetryczna. Na północy jej stoki mają wysokość 30–37 m, stromiznę ok. 20–25°, przypominają piaszczyste wzgórki – kamy, pokryte morenowymi piaskami gliniastymi, miejscami rozorane. Na południu stoki niskie, do 5 m wysokości i miejscami zabagnione. Stoki pokryte są zwykle lasem. Na południu i południowym wschodzie znajdują się trzy duże zatoki.
Brzegi na całej długości niskie i w wielu miejscach zabagnione, co wynika przede wszystkim ze sztucznego obniżenia poziomu wody w jeziorze.
Płycizny spadziste i dość szerokie (150–300 m). Część głęboka jest wzgórzysta – głębiny 10–12 m sąsiadują ze wzniesieniami. Do głębokości 3,5–5 m dno jest wysłane piaskami, głębiej – mułem i sapropelem. Całkowita grubość osadów sięga 11 m. Większość powierzchni zajmują 6–8-metrowe głębiny.

### Wyspy
Na jeziorze znajduje się 6 wysp o całkowitej powierzchni 0,92 km². Na jego poziom wody w znacznym stopniu wpłynęło pogłębienie koryta, a także budowa zapory na Drujce: w 1926 poziom jeziora wynosił 132 m i miał jego powierzchnia – 38,2 km². Wówczas na jego obszarze istniały 3 wyspy. W 1958 poziom wody wynosił 129 m, powierzchnia 32,6 km², a wysp było 11.

## Woda
Woda w jeziorze jest czysta. Jej przejrzystość sięga 3 m latem i 4,5 m zimą. Jednocześnie jej kolorowość nie przekracza 25–30°. Drywiaty są zbiornikiem średnio zmineralizowanym (200 mg/l).
Jezioro ma znaczną powierzchnię i objętość, dlatego zalicza się do grupy słabo przepływowych. Poziom wody, jak i we wszystkich jeziorach brasławskich został wyregulowany przez zaporę brasławskiej elektrowni wodnej na rzece Drujka w pobliżu wsi Czerniewo.
Do głębokości 7 m średniomiesięczna temperatura wody w czerwcu wynosi 17,2 °C, w lipcu – 18,8 °C, w sierpniu – 17,8 °C. Zimą temperatura wody w warstwach przypowierzchniowych wynosi 0,1–0,2 °C, w warstwach przydennych – 3–3,8 °C. Jezioro zamarza pod koniec listopada lub na początku grudnia. Zwykle lód na jeziorze trzyma do końca marca, ale czasem do połowy kwietnia – początku maja.

## Flora i fauna
Szerokość pasa roślinności wzdłuż brzegów wynosi 35–200 m. Rosną tu rzadkie na Białorusi gatunki: jezierza giętka, jezierza mniejsza, przesiąkra okółkowa.
Rośliny wodne występują do głębokości 4 m. Wśród roślin nawodnych najbardziej rozpowszechniona jest trzcina. We wschodnich i południowo-wschodnich zatokach, a także wzdłuż południowych brzegów pas trzcin i sitowia sięga szerokości 50–100 m. Sitowiem i trzciną pokryte jest ok. 4% powierzchni jeziora. Całkowita zarastająca powierzchnia wynosi 10–12%. W jeziorze występuje 169 gatunków niższych wodorostów, wśród których przeważają sino-zielone. Całkowite stężenie biomasy wynosi 4,8 g/m³. Biomasa zooplaktonu wynosi 1,3 g/m³.
W jeziorze występuje ok. 20 gatunków ryb: leszcz, sandacz, okoń, płoć, lin, sielawa, miętus pospolity, ukleja, karaś, jaź, szczupak i inne. Spotyka się także węgorza. Brasławska gospodarka jeziorno-towarowa prowadzi przemysłowy połów ryb.
Na Drywiatach gniazduje chroniony ptak – łabędź niemy.

## Dopływy
Do jeziora wpadają rzeczki: Uświca, która łączy Drywiaty z jeziorem Ikaźń, Zolwica, Okuniówka, Raka, która łączy Drywiaty z jeziorem Raka, a także 6 strumieni.

## Rekreacja i czynnik antropogeniczny
Jezioro wchodzi w skład strefy wypoczynkowej „Brasław”. Na północnym brzegu znajduje się schronisko „Jeziora Brasławskie”. Na południowo-wschodnim brzegu jeziora znajduje się ochremowiecki park „Bielmont”. Na północ od jeziora znajduje się sanatorium „Brasław”. Od 2017 na jeziorze działa szkółka żeglarska, której powstanie było współfinansowane ze środków programu Polska Pomoc – projekt odwoływał się m.in. do żeglarskich tradycji Brasławszczyzny z okresu II Rzeczypospolitej.
Jezioro jest źródłem wody dla potrzeb przemysłowych i spożywczych. W celach jego ochrony zabronione jest korzystanie z łodzi motorowych.

## Dodatkowe informacje
W Brasławiu na przewężeniu między wsią i jeziorem Nowiaty znajduje się zabytek archeologiczny – grodzisko. W pobliżu brzegu południowo-wschodniego, pół kilometra na południe od wsi Ochremowce znajduje się kurhan – grobowiec. Na jeziorze działa stacja hydrologiczna.